# Mazda MZR
Mazda MZR — серия рядных четырёхцилиндровых двигателей внутреннего сгорания, выпускаемых компанией Mazda Motor Corporation с 2001 года. MZR обозначает «MaZda Responsive». В семейство входят бензиновые и дизельные двигатели. Объём варьируется от 1,3 до 2,5 л.
Все бензиновые двигатели MZR имеют цельную алюминиевую конструкцию блока с железными гильзами цилиндров. В дизельных двигателях MZR-CD используется чугунный блок (практически идентичный двигателю Mazda F) и алюминиевая головка блока цилиндров.

## Варианты
В семейство MZR входят следующие двигатели:
1. Mazda Z (1,3—1,6 л)
2. Mazda L (1,8—2,5 л)[2]
3. Mazda R (2,0—2,2 л)

MZR с турбонаддувом DISI L3-VDT входил в список 10 лучших двигателей Ward в 2006, 2007 и 2008 годах.

## Ford
С 2003 года компания Ford Motor Company владеет лицензией на производство двигателей Duratec.

## Двигатели, снятые с производства
В 2011 году компания Mazda прекратила разработку двигателей MZR и начала заменять их двигателями SkyActiv.

### Устанавливались на
- 2005—2015 Mazda Roadster/Miata/MX-5
- 2003—2013 Mazda3